# NME T1
Der NME T1 war ein 1936 vom Unternehmen Christoph & Unmack in Niesky entwickelter und bei der Neukölln-Mittenwalder Eisenbahn verwendeter Dieseltriebwagen. Er gelangte 1953 an die Osthannoversche Eisenbahnen und wurde dort nach etwa 40 Jahren Dienstzeit ausgemustert und verschrottet.

## Geschichte
Ursprünglich war der Triebwagen für den Personenverkehr auf der Neumarkter Kleinbahn vorgesehen. Als diese Gesellschaft 1936 den Personenverkehr einstellte, wurden die vier dort verkehrenden Triebwagen von Vering & Waechter übernommen und der Neukölln-Mittenwalder Eisenbahn zum Weiterbetrieb angeboten. Deshalb stellte diese kurzfristig ihren Personenverkehr auf Triebwagenbetrieb um. Die Streckengeschwindigkeit wurde dafür auf eine Höchstgeschwindigkeit von 40 km/h erhöht. Die Folge waren stark anwachsende Beförderungszahlen, für den ein geplanter Wismarer Schienenbus nicht ausreichte.
Der neue Triebwagen aus Niesky mit der Fabriknummer 1010 bot etwa 100 Personen Platz und konnte einen Beiwagen mitnehmen, sodass insgesamt 170 Personen besser und schneller befördert werden konnten. Von der Bevölkerung erhielt der Triebwagen nach seiner Indienststellung die Bezeichnung Fliegender Rixdorfer.
Zusammen mit dem kleineren T2 wurde der T1 so eingesetzt, dass zwischen Neuköln und Mittenwalde täglich fünf Zugpaare gefahren werden konnten. Mit diesen und mit der um 29 Minuten verkürzten Fahrtdauer je Strecke konnte die Abwanderung der Fahrgäste zum Omnibusverkehr begrenzt werden.
In der Zeit bis zum Zweiten Weltkrieg stiegen die Beförderungszahlen der Gesellschaft um das sechsfache im Vergleich zur Einführung des Triebwagenverkehrs. Damit konnte Gewinn erwirtschaftet werden, der in die Erneuerung der Strecke investiert wurde. Aus der Kriegszeit existieren mehrere Betriebsbilder des Triebwagens.
Nach 1945 fuhr er zwei Umläufe auf seiner Stammstrecke, sofern Kraftstoff vorhanden war. Durch die Teilung Berlins schwand die Zahl der zu befördernden Personen, sodass die Gesellschaft 1953 auf den T1 verzichten konnte.
Der Triebwagen wurde im selben Jahr gegen die Diesellokomotive DL 00601 der Osthannoverschen Eisenbahnen getauscht. Anfangs hatte er noch die zweifarbige Lackierung, später wurde er komplett rot lackiert. Dazu kamen ein 1. Klasse-Abteil und kleinere Stirnlampen. Bei einem nicht datierten Umbau wurde seine Leistung nach einem Motortausch auf 2 × 145 PS gesteigert, ebenfalls undatiert ist der Umbau der Stirnseiten mit zusätzlichen Schlussleuchten.
Gegen die zunehmende Konkurrenz von Fahrzeugen mit Automatikgetriebe und größerer Beförderungskapazität war seine Antriebskonfiguration zu alt. So wurde der Triebwagen 1975 ausgemustert. Er brachte es auf ein Dienstalter von fast 40 Jahren, obwohl er bei Indienststellung auf etwa zehn Jahre Einsatzzeit ausgelegt war.